# Anatoli Lounatcharski
 (mai 2025).
Anatoli Vassilievitch Lounatcharski (en russe : Анатолий Васильевич Луначарский), né le 11 novembre 1875 (23 novembre dans le calendrier grégorien) à Poltava (alors en Russie impériale) et mort le 26 décembre 1933 à Menton (France), est un homme politique russe bolchévique. 

## Biographie

### Un marxiste précoce
Il est le fils d'un conseiller d'État, donc d'un noble selon le principe de la Table des Rangs (le Tchin) instituée par Pierre le Grand. Il est élevé, après la mort de son géniteur, à Nijni Novgorod par un beau-père opposé au régime tsariste. Il profite ainsi à la fois d'une éducation soignée et d'influences radicales. Il devient révolutionnaire très tôt au point selon ses propres mots « ne plus savoir quand il l'était devenu tant cette opinion l'avait précocement saisi ».
Lounatcharski fait preuve de véritables dons intellectuels, lisant tout ce qu'il trouve, s'intéressant à tout, capable de versifier naturellement devant les auditoires ébahis, très tôt adepte de la philosophie, y compris celle qui émane des auteurs les plus difficiles d'accès (Marx, Nietzsche). Ses premiers pas au lycée de Kiev lui donnent l'occasion de se lier à des cercles qui conservent encore, à cette époque, des influences populistes. Pour autant, il devient assez rapidement marxiste, opinion qui ne le quittera jamais plus, y compris lorsqu'il se lancera une dizaine d'années plus tard, en exil, dans d'étonnantes théories mystiques.
Faute de pouvoir s'inscrire à la faculté du fait de ses opinions politiques, il quitte la Russie en 1893 pour la Suisse, où il est accueilli par Pavel Axelrod. Il fréquente l'université de Zurich et en premier lieu les cours de Richard Avenarius, professeur de philosophie, alors à l'extrême fin de sa vie (il est mort en 1896), inventeur de l'empiriocriticisme, concept qui allait beaucoup agiter le microcosme marxiste au début du XXe siècle.
Après son retour en Russie en 1898, membre d'un groupe social-démocrate, Lounatcharski est arrêté puis emprisonné. À la prison de Kiev, en 1901, il fait la connaissance de Moïsseï Ouritski et est envoyé comme lui en exil en Sibérie, où il a l'occasion de fréquenter de nombreux intellectuels qui ont subi le même sort, tels que Nicolas Berdiaev et Alexandre Bogdanov. Ces deux penseurs, notamment le second dont il épousera la sœur, auront une influence déterminante dans le développement de ses idées.
En 1904, près d'un an après la scission de la social-démocratie russe entre bolchéviques et menchéviques au sein du POSDR, Lounatcharski, après être passé de la déportation à l'émigration, se range du côté des bolchéviques, même si ce parti pris ne se traduit pas toujours par une séparation absolue entre les militants en Russie et moins encore dans les milieux de l'émigration.

### Un théoricien de l'art et de la religion
C'est à ce moment que Lounatcharski rencontre Lénine à Paris. Lénine, qui a rompu avec ses précédents alliés (Gueorgui Plekhanov, Julius Martov) se trouve alors isolé. Comme il pratiquera bien souvent avec d'autres collaborateurs, avec cet engouement subit qui lui apporte un nouveau dynamisme théorique, le chef bolchévique, qui a cinq années de plus qu'Anatoli Vassiliévitch, l'adopte immédiatement et l'introduit dans les cercles de l'émigration russe en Europe.
En Suisse, Lounatcharski participe aux journaux successifs créés et animés par Lénine. C'est le début d'une courte mais intense collaboration, au gré de la création et la disparition de ces éphémères publications politiques. Ainsi, Vpériod parait à Genève de janvier à mai 1905. Si Lénine est l'organisateur, l'animateur et le dirigeant du journal, Lounatcharski le seconde au comité de rédaction.
La révolution de 1905, et les troubles qui l'accompagnent, donnent à Lounatcharski l'occasion de rentrer en Russie et une fois encore de collaborer à un nouveau journal, Novaïa Jizn, (en français La Vie nouvelle). Dans ce premier quotidien bolchévique légal publié à Saint-Pétersbourg d'octobre à décembre 1905, Lounatcharski apparaît comme l'un des collaborateurs les plus actifs. Ce quotidien, organe central du POSDR, relaie activement les décisions du comité central et joue un rôle essentiel dans les événements d'octobre. Dans une autre publication, Volna (La Vague), parue légalement à Saint-Pétersbourg de mai à juin 1906, Lounatcharski fait montre encore de son inspiration prolifique, écrivant de nombreux articles sur des sujets culturels et artistiques qui deviennent en quelque sorte sa spécialité.
Après le reflux de la révolution de 1905, Lounatcharski, qui est contraint une nouvelle fois à l'exil, adopte plusieurs points de vue théoriques qui vont souvent l'éloigner du chef bolchévique. Les thèmes religieux l'occupent beaucoup. Ainsi, l'étonnant courant dit de la « Construction de Dieu », qui cherche, chemin très complexe, à construire une théologie « socialiste » et donc à concilier marxisme et religion. Gorki soutient activement ce mouvement, animé par Lounatcharski, secondé par Bazarov. Il gardera de cette époque le surnom de « Saint-Anatole » attribué par Plekhanov, non sans dommages pour sa légitimité politique.
Plus encore, il adopte sur le plan politique une position intransigeante fort éloignée de sa future modération partisane au sein de l'État bolchévique. Dirigé par Bogdanov, son beau-frère, l'otzovisme exige, pendant la réaction tsariste qui fait suite à la révolution manquée, la démission des députés social-démocrates de la IIIe Douma et la suspension de leurs activités dans le cadre politique légal. Le risque d'une évolution sectaire du POSDR est bien perçu par Lénine qui combat cette dérive sans merci. En juin 1909, il indique que « le bolchévisme n'a rien de commun avec l'otzovisme » et son inspirateur, Bogdanov, est alors écarté.
Toujours avec le soutien de Gorki, que Lénine ménage, compte tenu de son statut d'écrivain reconnu mais aussi à cause du soutien matériel qu'il apporte au mouvement social-démocrate, Lounatcharski joue ensuite un rôle dans la création de « l'école de Capri » puis « de Bologne », rendez-vous des otzovistes et des « constructeurs de Dieu » qui fonctionne quelques années (1909-1911) avant sa condamnation par les instances du Parti. Il entre alors en contact avec les syndicalistes révolutionnaires italiens, notamment Arturo Labriola.
De 1911 à 1915, il séjourne à Paris, moment de sa collaboration à distance au Sovrémennik (Le Contemporain), revue mensuelle politique et littéraire publiée à Pétersbourg sur le modèle de la célèbre revue de Nikolaï Tchernychevsky (qui publie, filiation souvent oubliée mais significative, bien avant Lénine, en 1863, son roman Que faire ?). Carrefour de nombreuses influences, on retrouve dans les colonnes les noms de journalistes menchéviks, socialistes-révolutionnaires et libéraux de gauche (Dan, Julius Martov, Plékhanov, etc.). Outre cette correspondance pour ces journaux russes, Lounatcharski exerce occasionnellement les fonctions de guide au musée du Louvre. Il côtoie ainsi la diaspora artistique russe alors nombreuse en France, qui l'éveillera aux mouvements modernistes, notamment dans le domaine de la peinture.
De retour en Suisse en 1915, Lounatcharski développe alors, à la suite de l'École de Capri, le concept de « culture prolétarienne ». Nourri de matérialisme historique avant même la révolution russe, le Proletkoult, peut être considéré comme une tentative d'application des théories marxistes à la création artistique. Le raisonnement est ambitieux. Comme la culture est bourgeoise  — car liée à une idéologie bourgeoise — l'avènement triomphant du prolétariat doit engendrer naturellement une culture spécifique — prolétarienne — dans les domaines technique, économique et idéologique.
Cette période est très importante pour expliquer les débats qui vont apparaître en Russie après octobre sur le rôle de la culture prolétarienne (Proletkoult) au sein de la révolution. Sera-t-elle une cause ou une conséquence de la conquête du pouvoir ? Sous l'influence de Bogdanov, l'objet du prolétariat consiste à édifier une nouvelle culture qui occupera les champs artistique et culturel et évacuera alors les formes bourgeoises d'expression artistique. Ces rapports entre l'art et l'idéologie marxiste seront développés, jusqu'en 1917, dans de multiples publications auxquelles participe Lounatcharski.

### Le commissaire du Narkompros
C'est de la Suisse que Lounatcharski retourne en Russie en avril 1917. Il dirige alors la section de la culture et de l'éducation de la Douma de Pétrograd où il constitue autour de lui le noyau originel de la future équipe dirigeante du Narkompros (Commissariat du Peuple à l'Instruction publique). Il y travaille en étroite collaboration avec Nadejda Kroupskaïa, l'épouse de Lénine.
S'il se rallie alors au bolchévisme, il n'est pas pour autant membre du Comité Central et ne joue pas, au sein du Parti, un rôle aussi important que Trotski, Zinoviev, Kamenev, Staline ou Boukharine. Il possède certes un statut particulier, celui d'un expert des questions d'éducation ou des problèmes culturels mais de fait ne participe jamais aux réunions internes du Parti, ce qui le met à l'écart mais aussi, d'une certaine manière, le protégera quand viendra le temps des purges.
Comme le décrit Isaac Deutscher, « son rôle dans les événements de 1917 a été remarquable comme ont pu en témoigner les contemporains. Le doux « constructeur de Dieu » avec son air de professeur distrait, surprenait et étonnait tous ceux qui virent alors son militantisme indomptable et sa force énergique. Il était, second après Trotsky, le plus grand orateur de Petrograd la Rouge, s'adressant tous les jours, ou même plusieurs fois par jour, à des foules immenses, affamées et frondeuses, de travailleurs, de soldats et de marins ».
Révolutionnaire, certes, mais esthète reconnu, Lounatcharski sauve alors de nombreux bâtiments publics de la destruction au titre de leur importance historique et architecturale. Diverses sources racontent qu'il manque de rompre avec le Parti en novembre 1917 parce que lui parvient de Moscou la rumeur que l'artillerie bolchevique est prête à bombarder l'église Saint-Basile, ce qui ne fut pas fait. Cette sauvegarde des trésors artistiques, qui n'est pas sans rappeler l'action analogue jouée par le médiéviste Alexandre Lenoir lors de la Révolution française, revient en grande partie à Lounatcharski, et a ensuite été célébrée par le pouvoir soviétique en atténuant — surtout sous Staline — la part de ce dernier dans cette conservation.

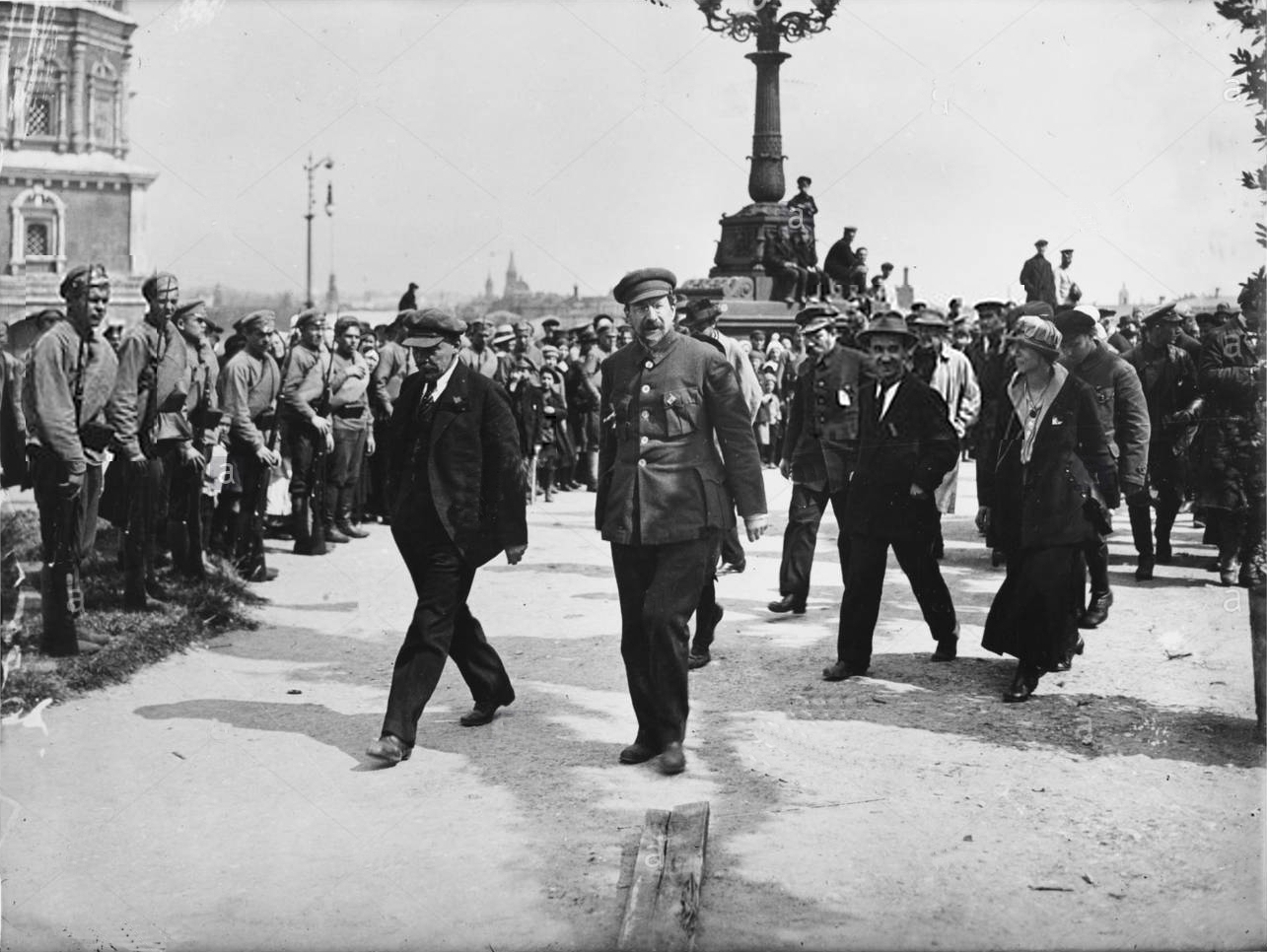
Lounatcharski et Lénine lors de l'inauguration du monument Émancipation des travailleurs le 1er mai 1920.

Commissaire à l'Instruction d'octobre 1917 à 1929, il exerce à ce poste une action déterminante pour le nouveau régime. Sur le plan de l'alphabétisation, les progrès sont rapides et impressionnants puisque l'illettrisme, important sous les tsars, recule définitivement en Russie. Un décret gouvernemental sur l'élimination de l'analphabétisme parmi la population âgée de 8 à 50 ans est promulgué dès 1919. De 1920 à 1940, près de 60 millions d'adultes sont alphabétisés et la quasi-totalité de la jeunesse scolarisée.
Sur le plan culturel, Lounatcharski, qui connaît et apprécie l'art moderne, favorise ces nouvelles approches dans la Russie bolchévique, empreintes de tolérance et d'audace. De ce point de vue, il est très éloigné de Lénine qui exècre par-dessus tout le style bohème, aux confins du dilettantisme intellectuel, dont fait preuve par nature le commissaire du Narkompros. Il y a pire. Les goûts de Lénine, qui peuvent facilement passer pour petits bourgeois, si on en juge par les témoignages de ses proches qui insistent sur sa simplicité de ses mœurs, lui rendent suspects des mouvements artistiques qui lui sont totalement étrangers et qu'il ne comprend pas. Pour Lénine, le plaisir musical prend la forme exclusive des sonates jouées par Inès Armand sur son piano tandis que la peinture se résume aux modèles classiques en vogue à l'époque, assez peu éloignés du style pompier. Son opposition au modernisme pictural qu'il considère comme « affecté et recherché » est à relier aux platitudes futures du réalisme socialiste qui prospérera sous Staline.
Pour l'instant, sans doute parce que Lénine a d'autres sujets d'intérêts, Lounatcharski, éclectique et inventif, va permettre à beaucoup de mouvements d'avant-garde de se développer. Ses liens avec les peintres comme Chtérenberg qu'il a connu à Paris, Chagall, Malevitch jouent un rôle dans cette stratégie. Il favorise l'émergence de nouveaux courants. Dans le domaine des arts appliqués, le « constructivisme » révolutionne les principes décoratifs avec une esthétique du « fonctionnel » tendant à simplifier à l'extrême les formes. La revue LEF (Front gauche de l'art), fondée en 1923, pose les bases d'une nouvelle culture de l'expression visuelle.
Les fréquents contacts des artistes russes avec le milieu allemand contribuent à la diffusion rapide des idées constructivistes en Europe. Plusieurs architectes occidentaux vont construire de grands ensembles pour le jeune État socialiste (Le Corbusier), tandis qu'en retour l'influence soviétique se fait sentir dans toute l'Europe et d'abord en Allemagne (par exemple le Bauhaus). Le dynamisme culturel est du côté de la Russie bolchévique, ce qui renforce l'image du nouvel État aux yeux du monde.
Les centres d'intérêt de Lounatcharski sont multiples, tournés vers de nouvelles formes d'expression, ainsi le cinéma. En 1925, la commission chargée par le Parti d'organiser la commémoration de la révolution manquée de 1905, qui comprend dans ses rangs Lounatcharski et Malevitch, désigne Eisenstein pour réaliser un film commémoratif qui marque une date essentielle dans l'histoire du 7e art, le Cuirassé Potemkine.

### La mise à l'écart

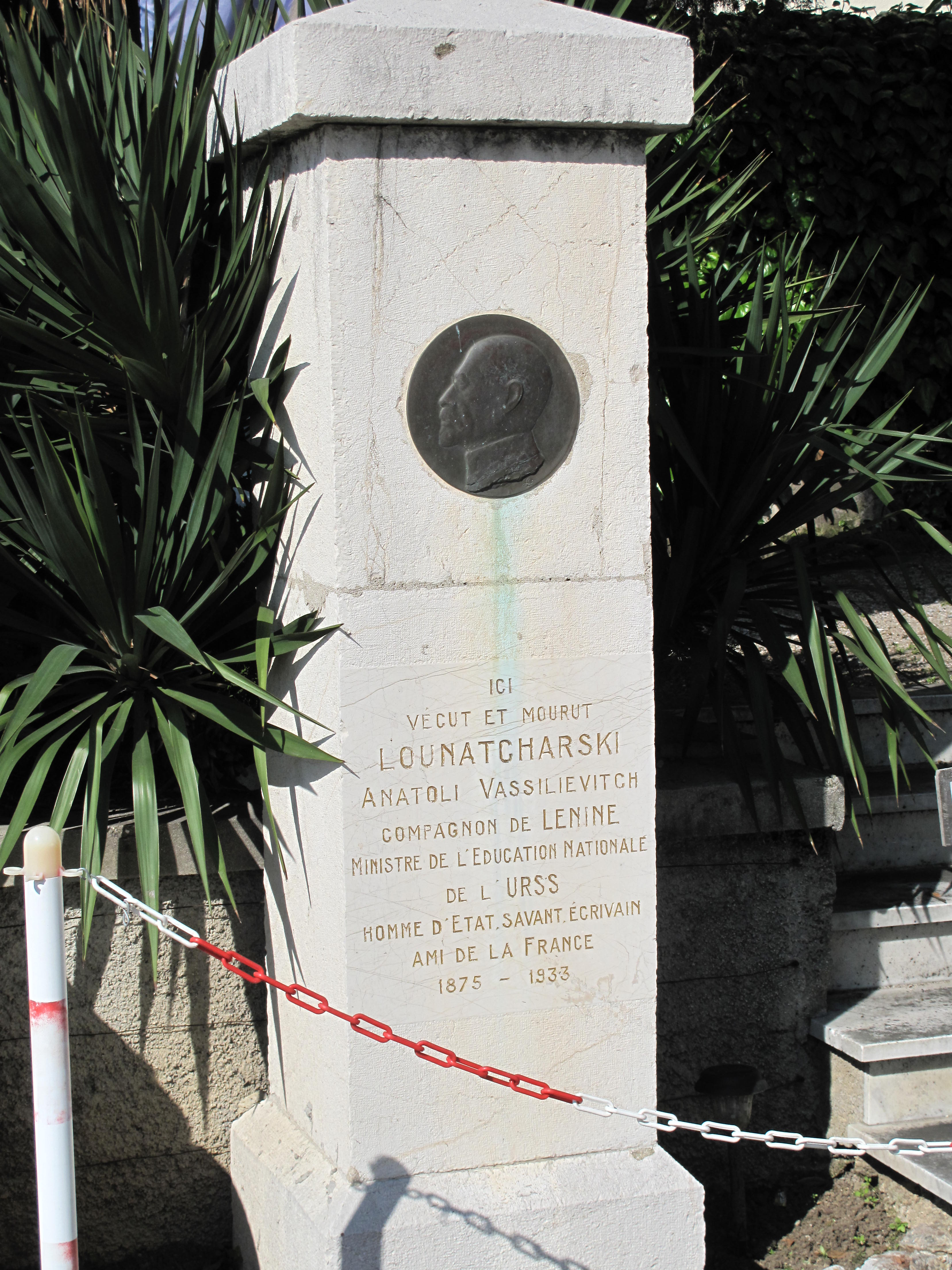
Mémorial à Menton.

En 1929, Lounatcharski quitte le Narkompros. Il est remplacé par un bolchévique plus orthodoxe, Andreï Boubnov, qui conservera ces fonctions jusqu'en 1937. Sa mise à l'écart est motivée par les supposés ratés de sa politique d'éducation en relation avec les nécessités du secteur économique. Il est vrai que le commissaire, dont la culture et la capacité d'innovation sont certaines, fait preuve tout autant d'une incompétence absolue dans la gestion administrative de son ministère. Cela oblige le Politburo à nommer auprès de lui de nombreux techniciens qui maîtrisent en sous-main les rouages compliqués du système bureaucratique soviétique.
Toutefois, Lounatcharski reste une personnalité importante pour le pays, ne serait-ce qu'au titre de la propagande. Devenu Président du Comité pour la Direction des Institutions de la Scolarité et de l'Enseignement en 1930, il devient cette même année membre de l'Académie des sciences et directeur de la Maison Pouchkine à Léningrad. L'année suivante, il est nommé directeur de l'Institut de la Littérature, de l'Art et du Langage.
Cette période 1929-1930 est un tournant majeur comme le montrent, non seulement le lancement de la collectivisation et l'industrialisation qui marquent la fin de la NEP, mais aussi le retournement du Parti envers le Proletkult que Lounatcharski avait défendu depuis le début de la révolution. Comme l'avait prouvé le débat des années 1909-1915, l'enjeu concerne moins les formes de l'art que la soumission de ce dernier aux directives du Parti et donc l'abandon de la liberté créatrice, toujours sujette à une irresponsabilité que ne peut accepter le pouvoir totalitaire stalinien.
Très souple, comme le dira Trotski dans son hommage nuancé écrit à l'occasion de sa mort, Lounatcharski ne se pose jamais en adversaire de Staline. Celui-ci, tout en se méfiant de lui moins pour ce qu'il pense que pour ce qu'il est, qui l'avait cependant envoyé représenter l'URSS à la Société des Nations en 1930, le nomme ambassadeur en Espagne en 1933. C'est en se rendant à Madrid, déjà malade, qu'il meurt en route, à Menton, d'une maladie infectieuse, le 26 décembre 1933.

## La responsabilité d'un intellectuel
Trajectoire singulière dans l'univers bolchévique puis stalinien, le parcours de Lounatcharski, politique aux confins du philosophe, apporte un éclairage intéressant sur la révolution russe. Proche de Lénine par l'âge, par la proximité intellectuelle et la prétention scientifique, il est en revanche par ces traits plus éloigné des futurs leaders du POSDR qui, situés sur le seul terrain politique, ne seront jamais ses rivaux.
Lounatcharski est un auteur très fécond, qui a constamment publié, y compris lorsqu'il dirigeait le Narkompros, époque où il produit divers essais littéraires (sur Pouchkine, Gorki, mais aussi Proust, Ibsen, Romain Rolland, etc.) ainsi que des études sur l'art, le théâtre, l'éducation, dans une société en profond renouvellement.
La qualité de ces écrits n'a pas toujours franchi avec succès la frontière du temps. Lounatcharski écrivait vite, facilement, sans obligatoirement se relire, utilisant des sources de seconde main, mode de travail qui n'est pas sans influence sur la pertinence de ses textes. Pour autant, l'impact de certaines de ses œuvres, notamment son célèbre Religion et socialisme, publié en 1908, a pesé sur une doctrine bolchévique en constante évolution jusqu'aux événements d'octobre.
Si ses idées, parfois absconses, aux frontières du mysticisme, l'ont éloigné de Lénine, il rejoint toutefois les Bolchéviques très naturellement en 1917, au nom de son ancien engagement marxiste. Au pouvoir, l'œuvre de Lounatcharski apparaît, non sans succès, plus pragmatique que ses écrits théoriques. Dans l'art où son appui aux artistes est salué par la postérité de la plupart de ceux-ci (Malevitch, Chagall, etc.). Dans l'éducation, où son action, réussie, sans doute difficile à séparer de Nadejda Kroupskaïa, reçoit l'influence des éducateurs les plus avancés. Dans la préservation du patrimoine où sa politique active a permis au peuple russe de conserver l'héritage exceptionnel de l'empire tsariste.
Sur le plan politique, trait déjà relevé, sa prudence était grande, probablement liée à une propension naturelle à la tolérance et à l'ouverture d'esprit. Il y a chez Lounatcharski la dimension d'un grand bourgeois libéral. Confortablement installé dans la dernière demeure de la famille impériale (Aleksandrovskii Dvorets, Palais Alexandre de Tsarskoïe Selo), protégé par son statut, privilégié ouvert au monde tout en étant  pénétré de sa valeur intellectuelle, le commissaire à l'éducation démontre d'une certaine indifférence aux conséquences d'un stalinisme qu'il contribue à renforcer. À l'origine du culte de Lénine dont la justification renvoie aux idées sur l'immortalité développée par son beau-frère Bogdanov, la religion socialiste qu'il invente alors, non sans inconscience, sera un des plus puissants leviers du pouvoir totalitaire en devenir.

## Évocations
Lounatcharski est évoqué par Isaac Babel au début de sa nouvelle "Une soirée chez l'Impératrice" (figurant au recueil "Mes premiers honoraires"), et par Stefan Zweig dans "Voyage en Russie" (figurant dans le recueil autobiographique "Le monde d'hier").
Il apparaît à plusieurs reprises dans « Le bal au Kremlin » de Curzio Malaparte.

## Publications
- L'Athée, 1908
- Religion et socialisme, 1908 et 1911
- Esquisses de la Philosophie du Collectivisme, 1909
- L'Esthétique soviétique contre Staline, trad. Aymeric Monville, Paris, Delga, 2005,  (ISBN 9782915854008)

## Scénariste
Il est co-scénariste du film Salamander, s'inspirant de la vie de Paul Kammerer (1880-1926), sorti en 1928.

## Sources
- Encyclopédie Universalis, édition de 1977. Notices biographiques.